# FK Dnyapro Mahiljoŭ
FK Dnyapro Mahiljoŭ (vitryska: Футбольны клуб Дняпро Магілёў, Futbolnij Klub Dnyapro Mahiljoŭ) är en vitrysk fotbollsklubb i Mahiljoŭ. 

## Historia
Fotbollsklubb grundades 2019 som FK Dnyapro Mahiljoŭ.

## Placering tidigare säsonger
| Säsong | Nivå | Liga          | Placering | Referens | Notering             |
| ------ | ---- | ------------- | --------- | -------- | -------------------- |
| 2019   | 1    | Vysshaya Liga | 14        | [ 3 ]    | Upplöst efter säsong |